# 大名路 (上海)
大名路是中華人民共和國上海市虹口區一條道路，南起南蘇州路-中山東一路，北至俞涇浦-虹口港與東大名路相連，全长642米，外白渡橋位於大名路上，沿途有上海大厦、浦江饭店、中國證券博物館、俄羅斯駐上海總領事館等建築。道路於清朝同治三年至光绪十四年（1864年至1888年）分階段修築，最初名為虹口路。光绪三年（1877年）改名為百老汇路（Broadway Road）。中華民国32年（1943年）更名為大名路，道路名稱來自於河北省邯鄲市大名县。